# Alagüilac
L'alagüilac és una llengua indígena extinta que es va parlar a Guatemala.

## Classificació
Daniel Garrison Brinton (1892) va considerar que l'alagüilac era un dialecte del pipil, encara que Campbell considera que aquesta identificació és errònia. Això podria deure's a una confusió a partir de les fonts existents: En 1576 Palacio informà sobre la llengua d'Acavastlan a Guatemala, que ell anomenà tlacacebatleca. Juarros esmenta que a San Cristóbal de Acasaguastlán es parlava "alagüilac", mentre que a San Agustín Acasaguastlán es parlava "mexicà", fet que obria el debat sobre si l'alagüilac era de fet una llengua relacionada amb el nàhuatl-pipil. Ja que el mateix Brinton va trobar quatre pàgines manuscrites escrites entre 1610 i 1637 escrites en una dialecte nahua en els arxius de San Cristóbal Acasaguastlán i a més Bromowicz va recopilar en 1878 una llista de paraules a San Agustín Acasaguastlán, Brinton va concloure que l'agüilac no era una altra cosa que una forma de nàhuatl. No obstant això, l'evidència arqueològica no sembla donar suport a la interpretació de Brinton de l'indocumentat alagüilac com una forma de nàhuatl o pipil. Altres autors han suggerit que Acaguastlán podria haver estat una regió bilingüe on estigués present tant el pipil com alguna llenga maia del grup poqom.
No obstant això, L. Campbell argumenta que la presència del pipil o el nàhuatl a la Vall del riu Montagua, podria deure's a moviments forçats de població després de la Conquista. Així per exemple Salama, una localitat propera a Acaguastlán va ser una ciutat pipil que va ser poblada amb esclaus portats per Pedro de Alvarado. I aporta arguments pels quals l'alagüilac podria ser una llengua relacionada amb les llengües xinca.
Aquesta proposta es basa en el fet que moltes localitats properes a Acasaguastlán tenen noms xinca, entre elles: Sanarate, Sansare, Sansur o Ayampuc. En xinca ṣan- és un locatiu, així en xinca Santa María Ixhuatán es diu ṣan-piya 'lloc de gerres (piya)' i Pasaco és ṣan-paṣaʔ. San Pedro Ayampuc prové del xinca yampuki 'serp'. A més Campbell argumenta que els kaqtxikels i poqomams, es van expandir al centre de Guatemala des del nord a l'àrea d'Acaguastlán trobant-se amb algun poble pre-maia, que Campbell assumeix relacionat amb els xinca. Aquesta proposta està corroborada pel gran nombre de paraules xinca presents en aquestes llengües.

### Història
La filiació filogenètica de l'alagüilac és potencialment important per reconstruir la prehistòria lingüística de Guatemala i per al coneixement etnogràfic antic de Mesoamèrica.